# Зюзино (Астраханская область)

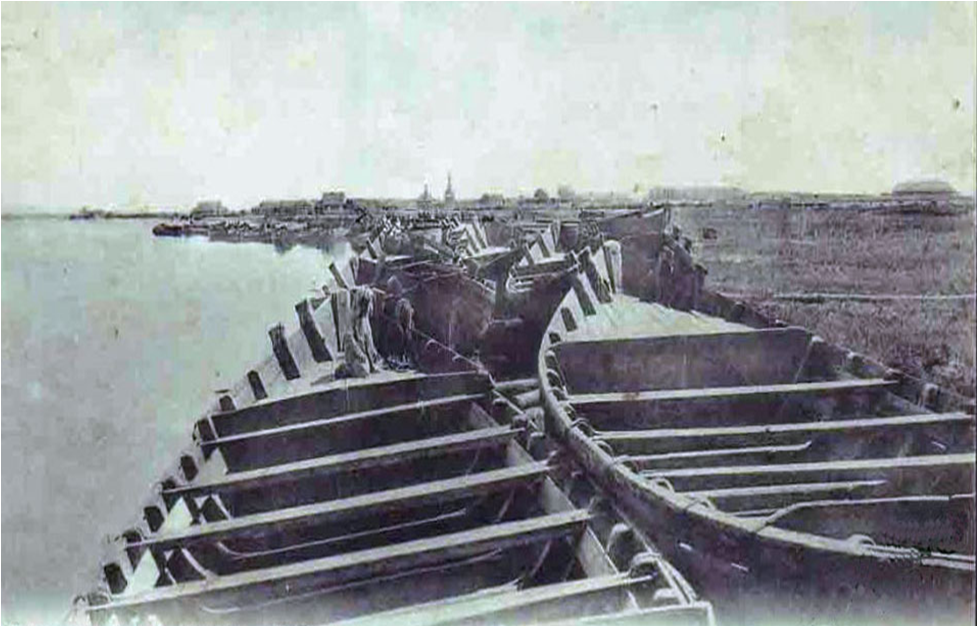
В Низовьях Волги появляются Сапожниковские рыбные промыслы

Зюзино — село в Икрянинском районе Астраханской области России. Входит в состав (с 2018 года) муниципального образования сельское поселение Мумринский сельсовет.

## История
В сведениях об образовании посёлков на берегу Каспийского моря говорится, что посёлок Зюзино (он же Гришино) был образован на бугре и стоит при Сангаченском проране на реке Волге. Заселяться посёлок стал с 1840 года и получил название от острова Зюзина коса. «Коса» — местный географический термин, обозначающий «невысокий песчаный остров на взморье».
Жители посёлка — разночинцы. Бугор (остров) принадлежал Петру Семёновичу Сапожникову, и подрядные им ловцы останавливались здесь станьями. По некоторым сведениям владелицей селения Зюзино называют А. А. Чубарову, но дело в том, что П. С. Сапожников был купцом, а купцам в то время не дозволялось владеть крестьянами, и П. С. Сапожннков, покупая селение, мог записать его на родственницу. А. А. Чубарова была сестрой зятя Петра Семёновича — дворянина Милашева. Селиться здесь без разрешения владельца никто, конечно, не мог. Затем, когда берега моря были выкуплены госказной, икрянинские, чаганские и верховые ловцы построили здесь 3 — 4 мазанки и останавливались в них. Вначале здесь никто не хотел селиться, так как каждый ловец имел дом и семью в тех местах, откуда приехал сюда. Но в 1868—1869 годах ловцы стали использовать для лова выгодные крючковые снасти, и с этого времени число поселенцев на бугре Зюзино стало увеличиваться.

В 1876 году жители Зюзино и Бирючьей Косы обращаются к Астраханскому начальству с просьбой о разрешении открытия в этих местах питейных заведений. На этот период в Зюзино проживает 75 душ, числится 19 дворов.
В 1915 году уполномоченный поселка «Зюзина Коса» Георгий Кляузов от имени жителей обращается к его императорскому Величеству — государю императору Николаю Александру с прошением: «Посёлок Зюзина Коса, расположенный на морской береговой полосе в пределах Астраханской губернии, принадлежит, к сожалению, к числу тех сёл, кои не имеют своей земельной собственности. Великая нужда в земле заставляла крестьян неоднократно обращаться в прежние годы в надлежащие учреждения с ходатайством о наделении их землёй или об отчуждении её по актам купли-продажи, но все ходатайства не достигли своей цели. А между тем быстрый рост населения поселка всё более и более обнажал земельную нужду. Тяжёлый год отечественной войны, год, отнявший у посёлка почти весь рабочий элемент; и вопрос о земле настолько серьезен, что стал насущным для каждого поселянина. И вот теперь жители посёлка Зюзина Коса, повергая к стопам Вашего Императорского Величества чувства беспредельной любви и преданности, молят Вас, Печальник земли Русской, о наделении их землей н водой, где они живут».
В начале прошлого века Зюзино было большим зажиточным селом. В центре села стояла часовня. В 1913 году на средства богатых селян была построена церковь.
Жители села вспоминают, что внутри церкви стены были покрашены синим цветом, церковь была огорожена белым забором. Она была открыта в 1914 году. Строили её все жители села на свои средства. Покупали иконы или несли из дому. Во дворе церкви был похоронен первый поп. Церковь постепенно ломали, из этих обломков построили школу в селе Житное. Возле церкви стояла церковно-приходская школа. Там было всего 2 начальных класса. Уроки вёл поп. В школе изучали Закон Божий.
Остров располагался среди нескольких неглубоких, служащих для прохода рыбы в реку, устьев Волги, где каждая поставленная ставная сеть окупала себя в одну ночь и давала доход.
Зюзино окружено ериками, ильменями, куда иные рыбные помещики не всегда могут попасть и помешать ловцу, что являлось неплохим условием для развития и процветания посёлка.
Устраивался «Зюзино» как и все поселки Астраханской губернии: сначала строились землянки, потом мазанки, а поселенцы побогаче строили деревянные дома в один этаж под камышовой крышей.
Зюзино — один из так называемых «самовольных посёлков», расположенных на казённых землях береговой полосы.
«Самовольными посёлками» принято называть ловецкие поселения, расположенные на береговой полосе моря и состоящие в ведении Управления Каспийско-Волжскими рыбными и тюленьими промыслами. Отличительным признаком их являются:
1. неимение жителями собственной земли;
2. отсутствие административного и общественного устройства (непризнание за жителями посёлка прав общества).

Зюзино — посёлок рыбаков. Раньше ходили в море с 14 лет, работали ставными неводами. Труд был тяжёлым, поэтому и сложилась поговорка: «Кто в море не бывал, тот и горя не видал».
На Зюзиной косе построены были рыболовные станы.
Труден рыбацкий хлеб, но деды, отцы, матери сумели привить сыновьям любовь к рыбацкому труду, к природе родного края. От отца к сыну передавалось мастерство лова.
В период Великой Отечественной войны появился лозунг «Каждый дополнительный килограмм рыбы — удар по врагу!».
Оставшиеся в тылу жители села снабжали фронт рыбой, овощами, теплым бельем, выращивали для армии лошадей.
Труженики тыла чувствовали себя такими же защитниками Родины, как солдаты на фронте.

## Население
| 1873 | 1876 | 1912 | 2002 | 2010 |
| ---- | ---- | ---- | ---- | ---- |
| 175  | ↘75  | ↗979 | ↘349 | ↗540 |

Национальный и гендерный состав
По данным Всероссийской переписи, в 2010 году численность населения села составляла 540 человек (254 мужчины и 286 женщин). Согласно результатам переписи 2002 года, в национальной структуре населения русские составляли 97 % от 350 жителей.
В 1873 году в посёлке Зюзино проживало 98 мужчин, 77 женщин. В 1912 году в Зюзино проживало 979 человек (498 мужчин и 481 женщина).